# Municipio de Jackson (condado de Little River)
El municipio de Jackson (en inglés: Jackson Township) es un municipio ubicado en el condado de Little River en el estado estadounidense de Arkansas. En el año 2010 tenía una población de 1692 habitantes y una densidad poblacional de 17,07 personas por km².

## Geografía
El municipio de Jackson se encuentra ubicado en las coordenadas 33°43′4″N 94°25′5″O / 33.71778, -94.41806. Según la Oficina del Censo de los Estados Unidos, el municipio tiene una superficie total de 99.09 km², de la cual 98,71 km² corresponden a tierra firme y (0,38 %) 0,38 km² es agua.

## Demografía
Según el censo de 2010, había 1692 personas residiendo en el municipio de Jackson. La densidad de población era de 17,07 hab./km². De los 1692 habitantes, el municipio de Jackson estaba compuesto por el 74,47 % blancos, el 18,03 % eran afroamericanos, el 2,72 % eran amerindios, el 2,01 % eran de otras razas y el 2,78 % eran de una mezcla de razas. Del total de la población el 3,43 % eran hispanos o latinos de cualquier raza.